# الجدل حول عرق كليوباترا

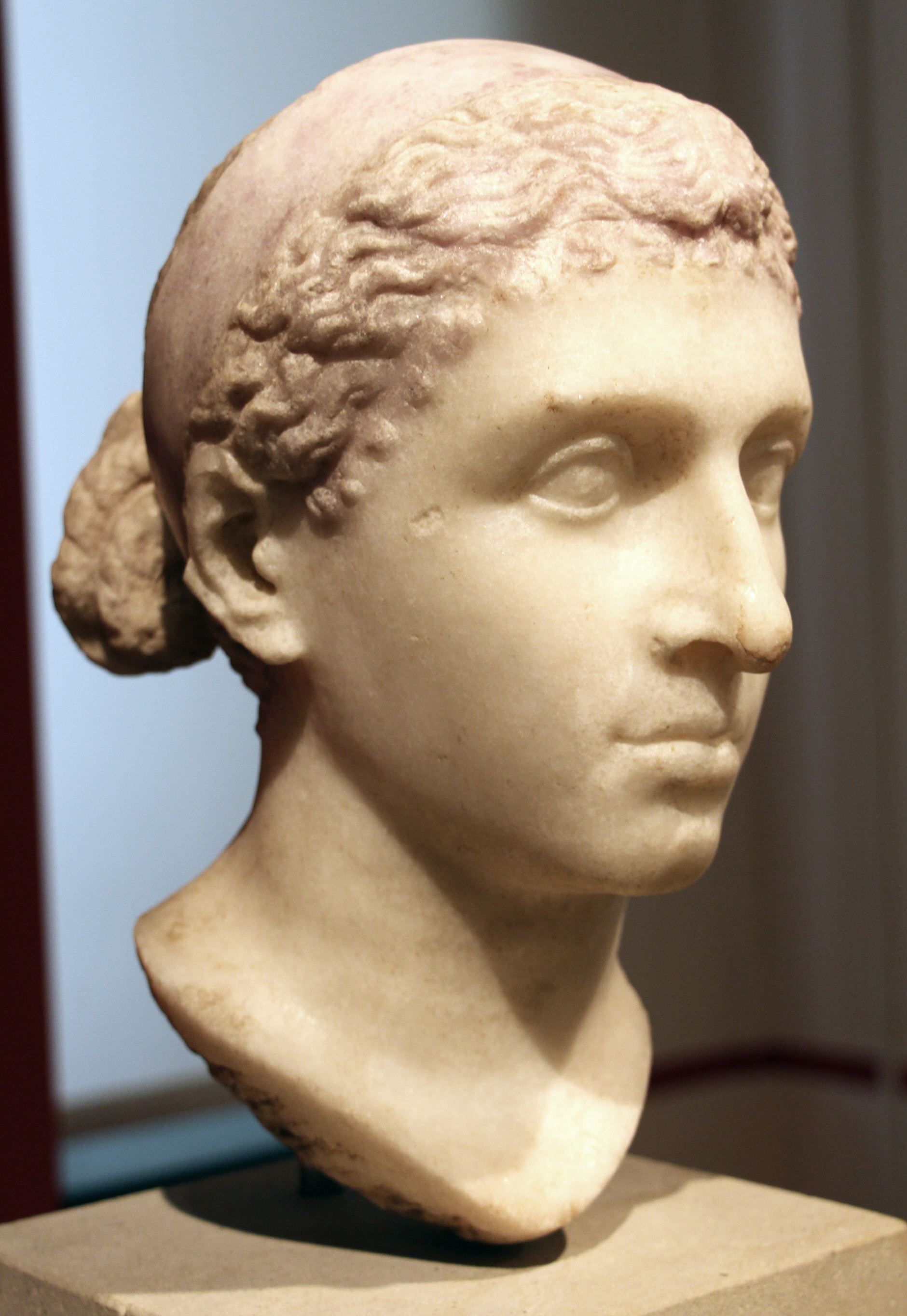
تمثال كليوباترا في متحف ألتيس، منحوتة رومانية وبورتريه رخامي من القرن الأول قبل الميلاد

تسبَّبت قضية عِرق كليوباترا، آخر حكام العصر الهلنستي لسلالة البطالمة المقدونية في مصر، في جدال واسع داخل النقاشات العلمية وغير العلمية. على سبيل المثال، نُشرت مقالة تحت عنوان «هل كانت كليوباترا سوداء؟» في مجلة إبوني عام 2012. تتبعت ماري ليفكوفيتز، أستاذة في قسم الأدب الكلاسيكي في كلية ويليسلي، أصول ادعاء أن كليوباترا كانت سوداء في كتاب لجويل أغسطس روجرز تحت عنوان «أعظم الأشخاص الملونين في العالم». تدحض ليفكوفيتز فرضية روجرز هذه متمسكة بأسباب علمية مختلفة. تم إحياء فرضية كليوباترا السوداء مرة أخرى في مقال كتبه جون هنريك كلارك، رئيس قسم التاريخ الأفريقي في كلية هانتر وعضو في حركة المركزية الأفريقية، تحت عنوان «ملكات محاربات أفريقيات». تلاحظ ليفكوفيتز أن المقال يتضمن الادعاء بأن كليوباترا وصفت نفسها بأنها سوداء في كتاب سفر أعمال الرسل في العهد الجديد - عندما توفيت كليوباترا قبل أكثر من ستين عامًا من وفاة يسوع المسيح.
يرى العلماء أن كليوباترا تمتلك أصولًا يونانية إلى جانب بعض الأصول الفارسية، وذلك استنادًا إلى حقيقة أن عائلتها اليونانية المقدونية (البطالمة) قد تزاوجت مع الطبقة الأرستقراطية السلوقية في ذلك الوقت. يقول مايكل غرانت أنه من المحتمل أن كليوباترا لم تكن لديها قطرة من الدم المصري وأنها كانت «لتصف نفسها بأنها يونانية الأصل». يلاحظ دواين رولر أنه «لا يوجد أي دليل على الإطلاق» بأن كليوباترا كانت أفريقية سوداء من الناحية العِرقية، من خلال ما يرفضه عمومًا على أنه ليس «مصادر علمية موثوق بها».
يؤكد العلماء أن عملة كليوباترا الرسمية (والتي كانت ستوافق عليها) والتماثيل النصفية الثلاث حقيقية وموثوقة وهي تصور كليوباترا على أنها امرأة يونانية. يكتب بولو أن عملة كليوباترا تعرض صورتها على نحو صحيح وهو يؤكد أن الصورة المنحوتة لرأس «كليوباترا في برلين» حقيقية ومطابقة. تم التعرف على بعض من أعمال الفن الروماني في بومبي وهركولانيوم على غرار تماثيل الفاتيكان والتماثيل الرخامية في برلين باعتبارها صور محتملة للملكة كليوباترا، وذلك استنادًا إلى ملامح الوجه المماثلة والأيقونات الملكية.
في عام 2009، تكهَّن فيلم وثائقي لقناة بي بي سي أن كليوباترا ربما كانت من أصول شمالية أفريقية. ولقد استند هذا إلى حد كبير إلى فحص هيكل عظمي بلا رأس لطفلة في قبر يعود إلى عام 20 قبل الميلاد في مدينة أفسس (تركيا الحديثة)، إلى جانب الملاحظات القديمة والصور الفوتوغرافية للجمجمة المفقودة الآن. وقد افتُرض أن الرفات يعود إلى أرسينوى الرابعة، وهي الأخت غير الشقيقة لكليوباترا، وأن التخمين المستند إلى عمليات غير موثوقة يُشير إلى أن الرفات يخصّ فتاة قد يكون أصل «عرقها» من «شمال أفريقيا». يرفض الفقهاء هذا الادعاء، وذلك استنادًا إلى أنه ما يزال من المستحيل تحديد عِرق أرسينوى إذ إنه لمن المستحيل تحديده على الإطلاق، والحقيقة أن الرفات يعود لطفلة أصغر بكثير من أرسينوى عندما توفيت، وأن أرسينوى وكليوباترا لهما نفس الأب وهو بطليموس الثاني عشر لكن من والدتين مختلفتين.

## الخلفية
أثارت قضية عِرق ولون بشرة الملكة كليوباترا، آخر حكام العصر الهلنستي للسلالة اليونانية المقدونية في مصر، بعض النقاش وإن لم تكن تستند إلى مصادر علمية موثوقة.
تتبعت ماري ليفكوفيتز، أستاذة في قسم الأدب الكلاسيكي في كلية ويليسلي، أصول ادعاء أن كليوباترا كانت سوداء في كتاب لجويل أغسطس روجرز تحت عنوان «أعظم الأشخاص الملونين في العالم». دحضت ليفكوفيتز فرضية روجرز بعد عجزه عن تحديد أفراد أسرة كليوباترا بشكل صحيح (على سبيل المثال، تسمية شقيق كليوباترا بطليموس الثالث عشر باسم والدهما، الذي كان في الواقع بطليموس الثاني عشر، ثم تسمية بطليموس الحادي عشر باسم والد بطليموس الثاني عشر الذي كان في الواقع بطليموس التاسع) بالاعتماد على تفسير خاطئ لـمسرحية «أنطونيو وكليوباترا» لوليم شكسبير (التي كتبها قبل حوالي 1500 عام بعد وفاة كليوباترا)، واستشهد روجرز أيضًا بموسوعة بريتانيكا (التي لم تزعم في الواقع أن كليوباترا كانت من ذوي البشرة السوداء)، ذلك أن افتراضه بأن جدة كليوباترا كانت من العبيد السُّود «يستند إلى أحداث من الماضي القريب».
شدَّدت ليفكويتز أيضًا على أن العبودية في العصور القديمة كانت مختلفة تمامًا عن العبودية الحديثة إذ لم يتم استملاك العبيد على أساس لون البشرة بل في الواقع كانوا أسرى حرب، بما في ذلك اليونانيين، وتنوّه على أن ادّعاء روجرز أن جدة كليوباترا كانت من السُّود يستند إلى ممارسات مالكي العبيد في القرن التاسع عشر. تتابع ليفكويتز أنه تم إحياء الجدال حول عِرق كليوباترا في مقال كتبه جون هنريك كلارك، رئيس قسم التاريخ الأفريقي في كلية هانتر، تحت عنوان « ملكات محاربات أفريقيات» عن كتاب «النساءالسُّود في العصور القديمة».
تلاحظ أيضًا أن المقال استند إلى حد كبير على كتابات روجرز مع إضافة كلارك «معلومات داعمة» تشمل ادعاءه أن كليوباترا وصفت نفسها بأنها سوداء في كتاب سفر أعمال الرّسل في العهد الجديد - عندما توفيت كليوباترا قبل أكثر من ستين عامًا من موت يسوع. تُشير أيضًا أنه في حال كانت جدة كليوباترا مصرية، فسيكون هذا السبب وراء تعلّم كليوباترا اللغة المصرية، وسيكون من الأرجح أن والد كليوباترا بطليموس الثاني عشر هو أول من تعلَّم اللغة المصرية قبل كليوباترا (مع العلم أن روجرز وكلارك لم يذكرا ذلك أبدًا) على الرغم من اشتهارها بأنها الفرد الوحيد من سلالة البطالمة الذي قد تعلَّم اللغة المصرية بالإضافة إلى لغتها الأصلية اليونانية العامية المختلطة وثماني لغات أخرى.
ردًّا على كتاب «ليس خارج أفريقيا» الذي كتبته ليفكوفيتز، كتب موليفي كيتي أسانتي، أستاذ في قسم الدراسات الأمريكية الأفريقية في جامعة تمبل، مقالًا تحت عنوان «العِرق في العصور القديمة: الخروج الحقيقي من أفريقيا»، والذي أكَّد فيه أنه «يستطيع أن يقول بلا شك أن الأفارقة لا يجادلون بأن أي من سقراط أو كليوباترا كانا من السُّود».